# Euploea querinii
Euploea querinii är en fjärilsart som beskrevs av Felder. Euploea querinii ingår i släktet Euploea och familjen praktfjärilar. Inga underarter finns listade i Catalogue of Life.